# Национални парк Лантонто
Национални парк Лантонто је један од шест националних паркова у Јужном Судану, који се налази у вилајету Западна Екваторија, на граници са ДР Конгом. Захвата површину од 760 км² и основан је 1954. године. Уточиште је за слонове, носороге и др.